# Койгельди
Койгельди́ (каз. Қойкелді) — село у складі Аршалинського району Акмолинської області Казахстану. Входить до складу Єлтоцького сільського округу.
Населення — 243 особи (2021; 326 осіб (2009; 375 у 1999, 452 у 1989).
Національний склад станом на 1989 рік:
- казахи — 100 %.

У радянські часи село називалось Койкельди.